# Akregator
Akregator — программа-агрегатор для свободно распространяемого рабочего окружения KDE. Поддерживает как формат RSS, так и Atom. Получаемые ленты новостей можно сортировать по категориям, программа поддерживает поиск по заголовкам статей, периодическую проверку новостей; может быть интегрирован в менеджер личной информации Kontact.
Для просмотра статей используется движок KHTML или любой внешний обозреватель. Есть возможность автоматического архивирования статей.
В KDE 4.x Akregator входит в состав пакета kdepim.